# ورقة إبرية

الإبْرة أو الهَدَب أو إبرية الشكل أو هدبية الشكل (بالإنجليزية: Acicular)‏ هو أحد أشكال الورقة النباتية. وهو تحديد وصفي لشكل خاص من أشكال الورق قوامه نصلٌ ضيق مستطيل منسوب العرض، جامد النسيج الليفي، مدبب العقصة، تتميز به بعض أجناس الأشجار الراتينجية و أخصها الصنوبر والتنوب. من ذلك يُقال أن شجرة الصنوبر أبرية أو هدبية الشكل.

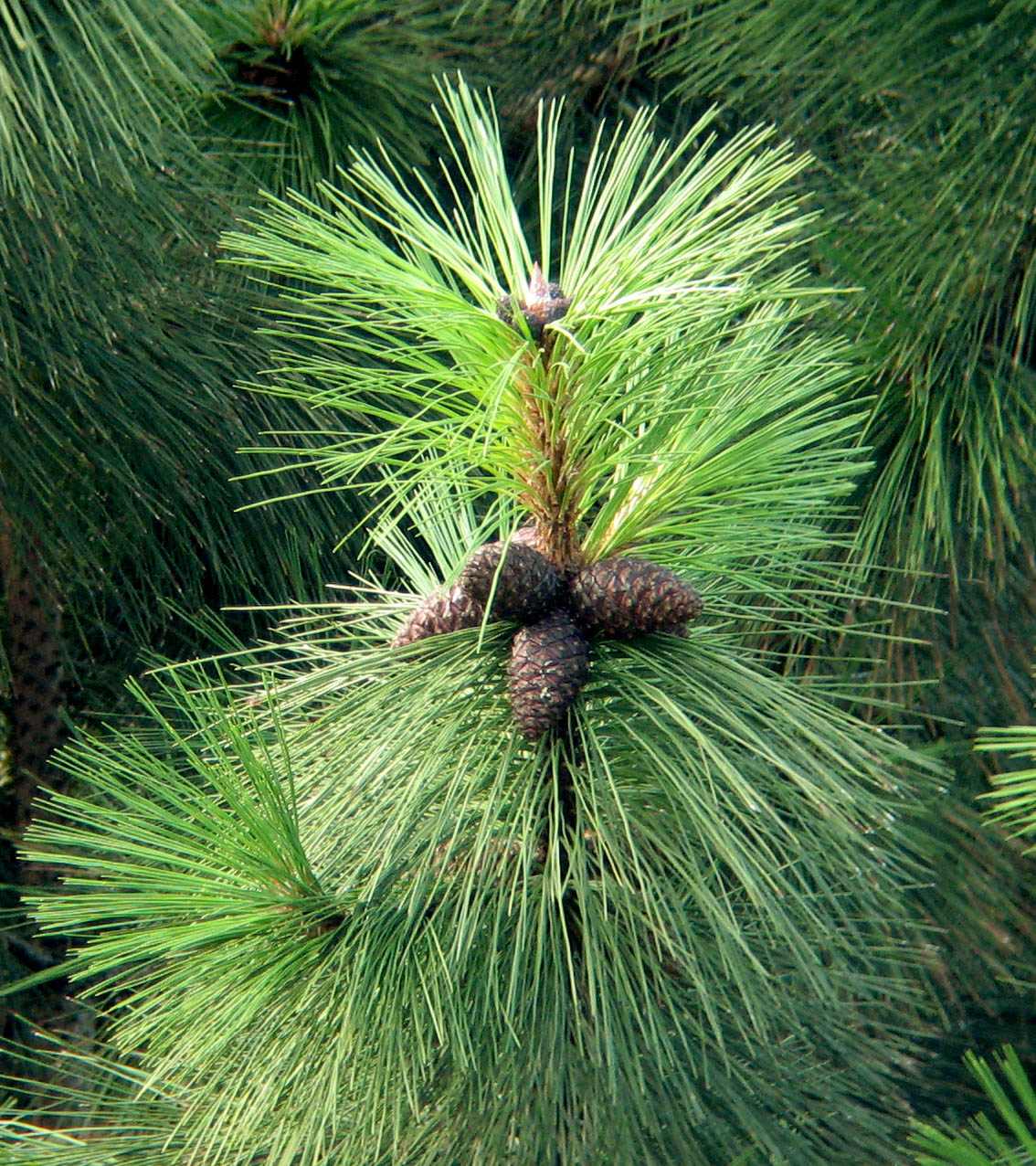
أوراق وكيزان لصنوبر Pinus ponderosa